# Alcura
Alcura, anciennement Locapharm jusqu'au 21 mai 2013, est une entreprise française spécialisée dans le domaine de la location de matériel médical pour le maintien à domicile des personnes âgées et des malades créée en 1975. Il s'agit d'une filiale d'Alliance Healthcare France. Cette société a pour clients les pharmaciens, les médecins, les spécialistes et les EHPAD.
Alliance Healthcara revend Alcura au fonds d’investissement Mutares.
Le 2 juin 2025, Alcura redevient Locapharm.

## Historique
Locapharm voit le jour en 1977 à l'initiative du pharmacien Elie Cazala,. Le 22 mai 2013, en France, Locapharm change de nom pour celui d'Alcura.
Le 29 mai 2013, les employés de la société font grève en raison du retrait de la prime d'intéressement, des salaires gelés, de la réduction des effectifs et des conditions de travail de plus en plus stressantes. En 2019, la direction, qui anticipe sur d'importantes difficultés financières à venir en raison de la baisse de la liste des produits et prestations (LPP), prépare un plan de suppression de 51 postes sur 555 employés au niveau  national. Cette décision aboutit à un mouvement de grève des salariés le 3 juillet, au siège de l'entreprise.

## Chiffre d'affaires
- 2008 : 81 M€[2]
- 2009 : 77 M€[2]